# Олександр I Алдя
Олександр I Алдя (рум. Aleksander Aldea) (близько 1397–1436) — господар Волощини в 1431-1436 роках з роду Басарабів. Позашлюбний син господаря Мірча I Старого і Марії Толма (рум. Maria Tolmay).
Очолював опозицію бояр проти господаря Дана II, свого двоюрідного брата. Після його загибелі у бою з османами став господарем завдяки підтримці бояр і молдавського господаря Олександра Доброго. Початки його правління невідомі, бо Сигізмунд I Люксембург підтримував претендента Влада Дракула. Було звільнено на Дунаї Северін, але влітку 1431 Волощину атакувало османське військо. Олександр Алдя піддався, згодившись на військовий союз, платити постійну данину, посилання на двір султана 20 заручників. Весною 1432 надав військо для османського походу до Трансильванії, де був розбитий Сигізмунд І Люксембург. Після смерті Олександра Доброго надав підтримку Стефану II. Незважаючи на угоду османські загони місцевих беїв нападали Волощину. Це викликало невдоволення бояр, які схилились на сторону Влада Дракула, брата Олександра І. Той претендував на престол 1431 і перебував у Фегераші в Трансильванії. За допомоги трансильванських загонів Влад Дракул 5 вересня 1436 перейшов кордон, але програв битву османам. Документ від 17 листопада згадує про міріади полонених османами. Доля Олександра I Алдя невідома. Він або поліг у битві, або помер від хвороби. На початку 1437 господарем був Влад Дракул.